# Конрад Карл Фридрих фон Андлау-Бирзек
Конрад Карл Фридрих фон Андлау-Бирзек (на немски: Konrad/Conrad Karl Friedrich von Andlau-Birseck; Konrad Karl Friedrich von Andlaw-Birseck; * 1766 в Арлесхайм в Швейцария; † 25 октомври 1839 във Фрайбург) е фрайхер от род Андлау в Елзас/Гранд Ест, фогт на Бирзек в кантон Базел Ландшафт, политик и държавен министър на Баден.
Той е син на тайния съветник на Базел фрайхер Франц Антон фон Андлау (1727 – 1792) и съпругата му Анна Балбина Конрадина фон Щаал цу Зулц и Бубендорф (1736 – 1798), дъщеря на Йохан Конрад Франц Якоб фон Щаал цу Зулц и Бубендорф и Мария Йохана Зигизмунда фон Лигертц.
Конрад Карл Фридрих фон Андлау-Бирзек е от 1770 до 1791 г. офицер във френската войска. През 1780 г. той влиза в епископския княжески регимент на Ептинген в кантон Базел Ландшафт и през 1786 г. става „унтер-лейтенант“. Той следва право във Вюрцбург и през 1788 г. е дворцов-съветник-асесор. До 1791 г. той е освен това благороднически представител в „племенното събрание“ на Княжеското епископство Базел.
Заради френската революция той бяга през 1792 г. в Бил в кантон Берн и след една година в Олтен в кантон Золотурн. През 1794 г. той отново бяга във Фрайбург и става там 1802 г. администратор на Брайзгау и Ортенау. През 1805 г. той става президент във Фрайбург във Великото херцогство Баден и 1807 г. дворцов съдия. През 1809 г. той е цивилен комисар на баденските войски във Виена и също от 1809 до 1810 г. е пратеник в Париж. През 1810 г. участва в държавния договор между Баден и Хесен, също Баден и Вюртемберг. След това той се връща обратно в Баден и поема от 28 февруари 1810 до 11 април 1813 г. поста на вътрешен министър. Между другото той е малко време ръководещ държавен министър. През 1813 г. той отново е дворцов съдия във Фрайбург и през 1814 г. е губернатор на свободното графство Бургундия, департементите Вогезен и княжество Прунтрут. След мира от Париж и новия ред на границите той управлява само бившото княжеско епископство Базел, където напразно иска да образува управление под негово ръководство. От 1817 до пенсионирането му 1833 г. той работи отново като дворцов съдия в Баден.
Конрад Карл Фридрих фон Андлау-Бирзек умира на 73 години на 25 октомври 1839 г. във Фрайбург в Брайзгау.

## Фамилия
Конрад Карл Фридрих фон Андлау-Бирзек се жени на 26 ноември 1798 г. във Фрайбург за фрайин Мария София Хелена Валпурга фон Шакмин от Лотарингия (* 11 март 1779, Фрайбург; † 3 април 1830, Фрайбург), дъщеря на фрайхер Франц Стефан Николаус фон Шакмин и графиня Мария Катарина фон Уиберакер цу Зигхартщайн. Те имат четири деца, между тях:
- Франц Ксавер (* 6 октомври 1799, Фрайбург; † 4 септември 1876 в Бад Хомбург фор дер Хьое), баденски дипломат, женен ок. 1824 г. за Катарина Хирш
- Хайнрих Бернхард Карл фон Андлау (* 20 август 1802, Фрайбург; † 3 март 1871, Хугщетен), фрайхер, баденски политик и църковен политик, женен на 22 септември 1828 г. в Хугщетен за фрайин Антония Гюнтер фон Щернег (* 3 февруари 1807, Коморн; † 12 април 1883, Хугщетен); имат дъщеря